# NGC 1827
NGC 1827 è una galassia a spirale intermedia vista di taglio e situata nella costellazione della Colomba, a una distanza di circa 37 milioni di anni luce dalla nostra Via Lattea.

## Scoperta
La galassia è stata scoperta il 28 novembre 1837 dall'astronomo britannico John Herschel.

## Descrizione
NGC 1827 ha una classe di luminosità III-IV e presenta una larga riga a 21 cm dell'idrogeno neutro.
Nella galassia sono presenti anche regioni di idrogeno ionizzato.

## Gruppo di NGC 1792
NGC 1827 presenta emissioni nel dominio dei raggi X e fa parte del Gruppo di NGC 1792, un raggruppamento che comprende almeno otto galassie. Gli altri membri del gruppo sono NGC 1792, NGC 1808, ESO 305-G009, ESO 362-G011, ESO 362-G011 e ESO 362-G011.
Nella sua pubblicazione del 1993, Garcia menzionava alcune di queste galassie, ma le includeva nel Gruppo di NGC 1800. Inoltre non includeva la galassia ESO 362-G016, mentre aggiungeva ESO 305-G017, che però non è attiva nei raggi X.
Richard Powell, nel suo sito "Atlas de l'Univers", menziona l'esistenza del gruppo, ma vi include solo quattro galassie, cioè NGC 1792, NGC 1808, NGC 1827 e ESO 305-9.